# Scathophagidae
Famille
Les Scathophagidae sont une famille d'insectes diptères brachycères.

## Liste des genres
Selon BioLib (1er juin 2019) :
- genre Acanthocnema Becker, 1894
- genre Acerocnema Becker, 1894
- genre Acolaste Stephens, 1829
- genre Allomyella Malloch, 1923
- genre Amaurosoma Becker, 1894
- genre Americina Malloch, 1923
- genre Bostrichopyga Becker, 1894
- genre Ceratinostoma Meade, 1885
- genre Chaetosa Coquillett, 1898
- genre Cleigastra Macquart, 1835
- genre Cochliarium Becker, 1894
- genre Coniosternum Becker, 1894
- genre Conisternum Strobl, 1894
- genre Cordilura Fallén, 1810
- genre Cosmetopus Becker, 1894
- genre Delina Robineau-Desvoidy, 1830
- genre Ernoneura Becker, 1894
- genre Gabreta Šifner, 2015
- genre Gimnomera Rondani, 1866
- genre Gonarcticus Becker, 1894
- genre Gonatherus Rondani, 1856
- genre Hexamitocera Becker, 1894
- genre Hydromyza Fallen, 1813
- genre Jezekia Šifner, 2009
- genre Julienomyia Šifner, 2015
- genre Leptopa Zetterstedt, 1838
- genre Megaphthalma Becker, 1894
- genre Megaphthalmoides Ringdahl, 1936
- genre Microprosopa Becker, 1894
- genre Micropselapha Becker, 1894
- genre Mirekiana Šifner, 2012
- genre Neochirosia Malloch, 1917
- genre Norellia Robineau-Desvoidy, 1830
- genre Norellisoma Wahlgren, 1917
- genre Okeniella Hendel, 1907
- genre Orthacheta Becker, 1894
- genre Paracosmetopus Hackman, 1956
- genre Parallelomma Becker, 1894
- genre Paramicroprosopa Ringdahl, 1936
- genre Phrosia Robineau-Desvoidy, 1830
- genre Pleurochaetella Vockeroth, 1965
- genre Pogonota Zetterstedt, 1860
- genre Scathophaga Meigen, 1803
- genre Scoliaphleps Becker, 1894
- genre Spathephilus Becker, 1894
- genre Spaziphora Rondani, 1856
- genre Staegeria Rondani, 1856
- genre Trichopalpus Rondani, 1856